# أف يو جي 25 إيه إرسلنج

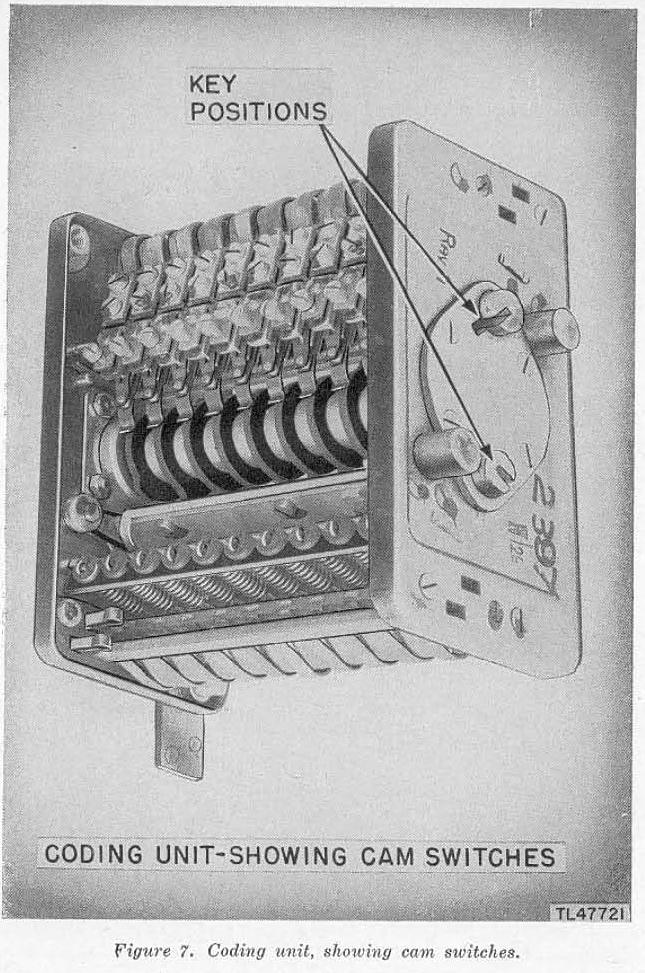
اف يو جي 25

أف يو جي 25 إيه إرسلنج (بالألمانية: "Firstborn" ، "Debut" ) نظام تحديد العدو والصديق تم تركيبه في طائرات لوفتفافه بدءًا من عام 1941 من أجل السماح لمحطات الرادار الألمانية بالتعرف عليها باعتبارها صديقة. في وقت لاحق أصبح مكونًا أساسيًا في إجراء توجيه المقاتلات الليلية.
تم بناؤه من قبل شركة غيما، التي قامت أيضًا بتصميم رادار فريا، تم تقديم المفهوم الأساسي في نوفمبر 1938، ولكن تم تنفيذ القليل من العمل عليه في البداية. قدم رئيس إشارات سلاح الجو النازي طلبًا للحصول على 2000 إلى 3000 وحدة في أواخر عام 1939، على الرغم من أن النموذج الأولي لم يكن متاحًا حتى عام 1941. استجاب النظام فقط إلى رادار فريا، وهو أمر خطير حيث أصبح رادار فورتسبورغ أكثر استخدامًا. تمت معالجة هذا ابتداءً من يوليو 1942 من خلال تجهيز وحدات فورتسبورغ بوحدة Kuh منفصلة تبث نبضات على كوجة فريا 2.5 م.
من الناحية النظرية، كانت Erstling أكثر أمانًا بكثير من نظيرتها للحلفاء IFF Mark III، حيث استجابت بإشارة شفرة مورس تغيرت يومًا بعد يوم. من الناحية العملية، كان التعقيد الناتج للنظام كبيرًا جدًا لدرجة أنه لم يكن يعمل في كثير من الأحيان. بحلول عام 1943، كان استخدام IFF في ألمانيا مربكًا للغاية بسبب العدد المتزايد من وحدات الرادار، والتشويش على الحلفاء، والخوف بين الطيارين من أن الحلفاء كانوا يستخدمون إشارات IFF لتتبع طائراتهم. جرت محاولات لاستبدال Erstling في عدة مناسبات، لكن الطبيعة الفوضوية لجهود إشارات الحرب المتأخرة تعني أن FuG 226 Neuling المفضلة لم تصل أبدًا إلى وضع التشغيل.
في النهاية، استخدم سلاح الجو الملكي إشارات Erstling لتعقب الطائرات الألمانية. بعد هبوط مقاتلة يونكرز يو 88 الليلية في اسكتلندا في عام 1944، تمكنوا من عكس هندسة Erstling وإدخال نظام بيرفكتوس لتشغيله. تم فرض الإشارات على شاشات الرادار الحالية، مما سمح لمشغل بيرفكتوس بقياس كل من الاتجاه والمدى للطائرة المجهزة بـErstling. عندما ارتفعت خسائر المقاتلات الليلة فجأة، طُلب من الطيارين الألمان إيقاف وحدات Erstling الخاصة بهم، مما أدى إلى حوادث نيران صديقة.

## المواصفات الفنية
- المستقبل: 125   ميغاهيرتز (فريا) و550-580   ميغاهيرتز (فورتسبورغ)
- الحساسية: 2   MV
- جهاز الإرسال: 156   ميغاهيرتز
- الطاقة: 0.2   واط
- التنشيط: نبضات الرادار عند 5000   هرتز
- التشفير: 2x10   قليلا
- المدى: 40   كم (FuG 25z) و 270   km (FuG 25a)

|                  | فوج 25z             | فوج 25 أ                                                     |
| ترددات الاستقبال | 560 ميغاهيرتز       | 125 ± 8 ميغاهيرتز                                            |
| ترددات الإرسال   | 560 ميغاهيرتز       | 156 ميغاهيرتز                                                |
| انتقال السلطة    | مجهول               | 400 W ( بيب )                                                |
| تيار             | 4 العاصمة           | 4 العاصمة                                                    |
| مزود الطاقة      | 24 V DC             | 24 V DC                                                      |
| وزن              | 11 كلغ              | 17 كلغ                                                       |
| أنابيب           | 6xRV12P2000 ، 1xLD1 | 7xRV12P2000 ، 1xRG12D60 ، 2xLD1 ، 1xLS50.                    |
| نطاق             | 72 كم (40 اميال     | ما يقرب من 80 ٪ من المدى البصري ، كحد أقصى. 270 كم (150 ميل) |